# Klaus Erfort

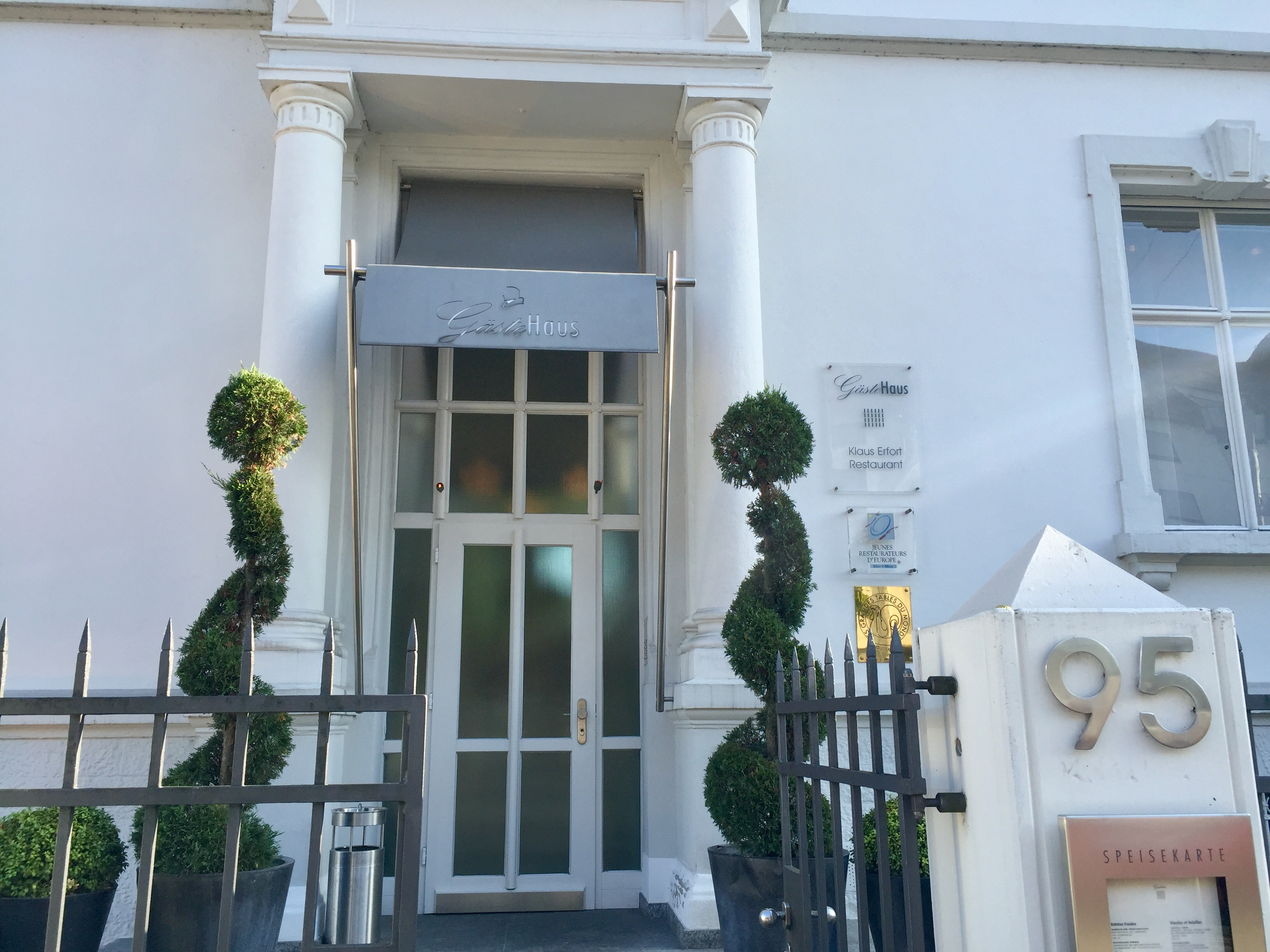
Gästehaus Erfort, Sarrebruck.

Klaus Erfort, né le 8 mars 1972 à Sarrebruck, dirige le restaurant Gästehaus Erfort à Sarrebruck pour lequel il obtient 3 étoiles au Guide Michelin en 2007.

## Distinctions
- "Chef de l'année 2008" Gault-Millau
- 3 étoiles au Guide Michelin
- 19,5/20 Gault-Millau